# ジョン・T・ドレーパー
ジョン・トーマス・ドレーパー（John Thomas Draper、1943年3月11日 - ）は、アメリカ合衆国のプログラマである。かつては電話のフリーキングで名を馳せ、その際に朝食用シリアル「キャプテン・クランチ」のおまけの笛を使用したことからキャプテン・クランチ（あるいはクランチ、クランチマン）の愛称がある。
プログラミングの世界やハッカー、コンピュータセキュリティに関するコミュニティ内で広く知られた人物であり、一般的にはノマドワーカー的なライフスタイルを送っている。

## 若年期
ドレーパーはアメリカ空軍のエンジニアの息子である。子供の頃、彼は廃棄された軍用の部品から無線機を作った。学校では頻繁にいじめを受け、一時は精神的な治療を受けた。
大学卒業後、1964年にアメリカ空軍に入隊した。アラスカに駐留していたとき、彼は地元の電話局の交換機にアクセスして、部隊の仲間が家に無料で電話をかけられるようにした。1967年、メイン州のチャールストン空軍基地に駐留していたとき、彼は近くのドーバー・フォックスクロフトで海賊ラジオ局、WKOSを開局した。
1968年に空軍の一等兵として名誉除隊した。シリコンバレーに移り、ナショナル セミコンダクター社で技術者として働き、またヒューグルインターナショナル社でコードレス電話の初期設計に携わった。また、1972年までディアンザカレッジで非常勤講師をしていた。
この間、カリフォルニア州クパチーノのラジオ局・KKUPでエンジニアやディスクジョッキーとしても活動しており、長髪にしたりマリファナを吸ったりするなど、当時のカウンターカルチャー的なスタイルを取り入れていた。

## キャリア

### フリーキング

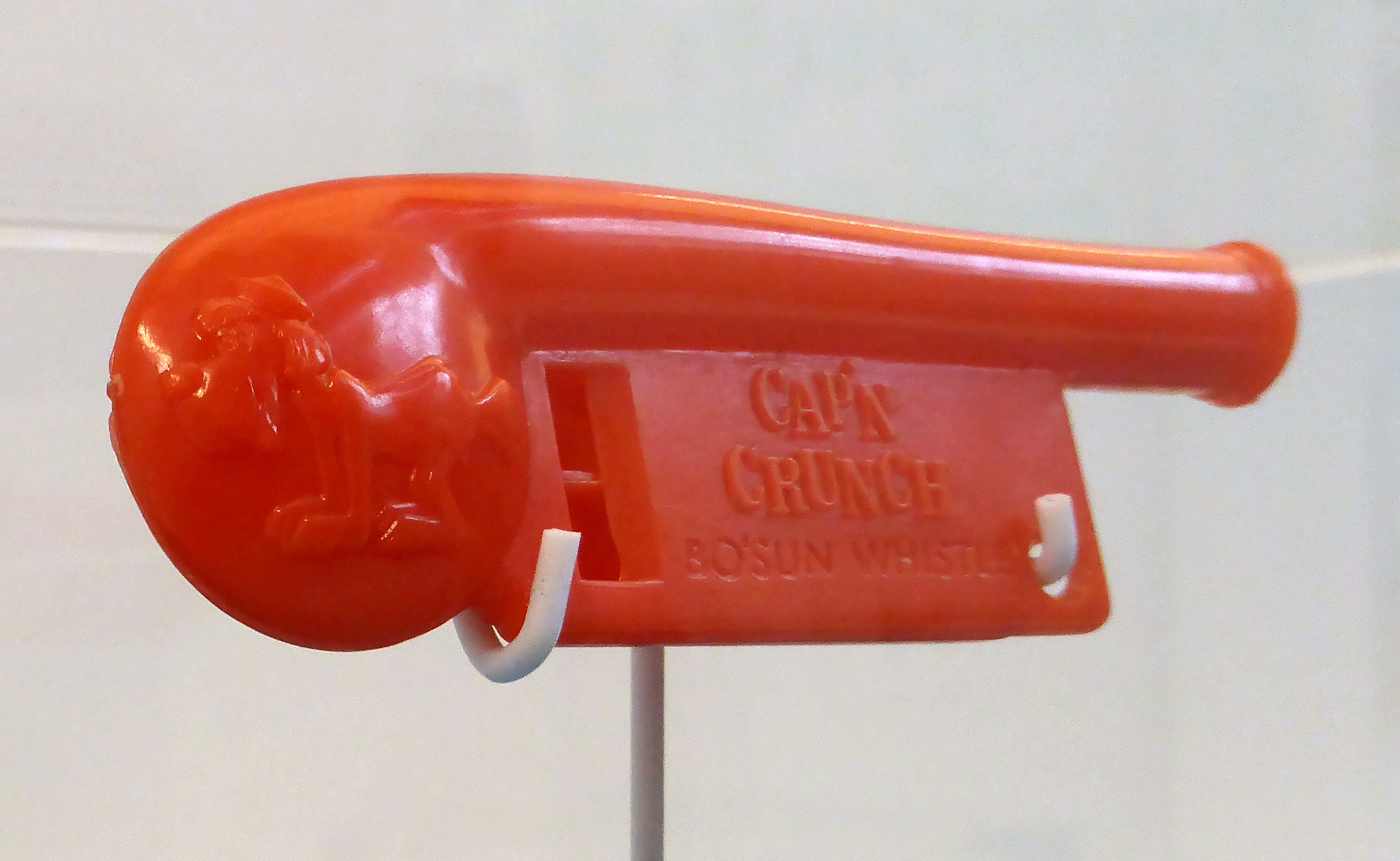
「キャプテン・クランチ」のおまけの笛

海賊ラジオの送信機を試験している間、どれくらいの範囲まで電波が届くのかを確かめるために、自分の家の電話番号を放送した。デニス・テリーことデニス・テレシからの電話は、ドレーパーを「電話フリーク」(phone phreak)たちの世界に引き込んだ。電話フリークとは、電話網を研究し、実験する人々のことで、時々知識を利用して無料で電話をかけていた（これをフリーキングという）。テレシと他の何人かの電話フリークは盲目だった。ドレーパーの電子設計の知識を知り、彼らはドレーパーに、電話網を制御するために使われる特定の周波数の音を発する装置である多周波トーン・ジェネレーター、通称ブルーボックスの作成を依頼した。このグループは以前、オルガンで出した音を録音したものを使ってフリーキングを行っていた。電話フリークの中のジョイバブルスと名乗っていた盲目の少年は、絶対音感を持ち、周波数を正確に識別することができた。
ドレーパーは、朝食用シリアル「キャプテン・クランチ」についてくるおまけの笛が、正確に2600ヘルツの音を出すことを知った。この周波数は、AT&Tの長距離回線が新しい通話をルーティングするためにトランク回線が使用可能であることを示すために使用されていた周波数と同じである。この周波数の音を受信すると、トランクの一方の端を切断し、まだ接続されている側はオペレータモードに入った。彼らが悪用したこの脆弱性は、帯域内信号方式を使用する電話交換機でしか使えなかった。1980年に共通線信号No.7が導入されてからは、アメリカのほとんどの電話回線が帯域外制御となった。この変更により、おもちゃの笛やブルーボックスは、フリーキング目的では役に立たなくなってしまった。ハッカー雑誌『2600』は、この笛の周波数に因んで命名されたものである。

#### 『エスクァイア』誌のインタビュー
1971年、ジャーナリストのロン・ローゼンバウムがフリーキングについて『エスクァイア』誌に寄稿した。その記事は、ドレーパーとのインタビューを中心に構成されており、この記事をきっかけに、ドレーパーはカウンターカルチャーに興味を持つ人々の間で、ある種の有名人としての地位につくことになった。
ローゼンバウムがドレーパーに電話をかけ、電話フリークについてインタビューをしたい旨を伝えたとき、ドレーパーは、インタビューを受けることについて相反する感情を持ったが、すぐさま、自身のエートスを説明した。
そんなことはしていない。もう全くしていない。もしやるとしたら、たった一つの理由のためにやる。私はシステムについて学んでいる。電話会社はシステムだ。コンピュータはシステムだ。わかる? 私がやっていることは、システムを探求するためだけなのだ。コンピュータ。システム。それが私の専門なんだ。電話会社はコンピュータ以外の何物でもない。—Secrets of the Little Blue Box、ロン・ローゼンバウム、『エスクァイア』1971年10月号より
この記事により、彼は1972年に通話料詐欺の容疑で逮捕され、執行猶予5年の判決を受けた。しかし、この記事はまた、当時カリフォルニア大学バークレー校の工学部の学生で、後にAppleの共同創業者となるスティーブ・ウォズニアックの目に留まった。ウォズニアックは、ブルーボックスの技術の情報交換のためにドレーパーと会った。その場には、ウォズニアックの友人のスティーブ・ジョブズも同席していた。ウォズニアックとジョブズは後にブルーボックスを販売する小さなビジネスを立ち上げた。

### 開発者

#### Apple Computer
1977年、ドレーパーは独立業務請負人としてAppleで働き、ウォズニアックからApple IIを電話回線に接続する装置の開発を任された。ウォズニアックは、コンピュータが留守番電話のように機能すると考えていたと後に述べており、当時モデムはまだ広く利用できるものではなかった。ドレーパーは、「チャーリー・ボード」というインターフェイス装置を設計した。これは、多くの企業が使用しているフリーダイヤルの電話番号をダイヤルし、タッチトーンを発することで、それらの企業が使用している長距離定額電話サービス(WATS)の回線にアクセスできるように設計されていた。理論的には、これにより無制限で無料の長距離電話がかけられるようになる。ウォズニアックはこのエピソードについて、「それは信じられないほどのボードでした。しかし、Appleにはクランチ（ドレーパー）のことを良く思っている人はいませんでした。私だけでした。彼らは彼のデバイスを製品にしようとはしませんでした」と語っている。この技術のいくつかは、後に電話のプッシュボタンで操作するメニューや留守番電話などのサービスに使われることになる。

#### Easywriter
1976年と1978年に、ドレーパーは通話料詐欺の罪で2回服役した。1979年の3回目の服役中、ドレーパーは、Apple II用の初のワープロソフトであるEasyWriterを製作した。ドレーパーは後にEasyWriterをIBM PCに移植し、マイクロソフトなどの競合他社を抑えてIBMの公式ワープロに選ばれた。ドレーパーはキャプン・ソフトウェア(Capn' Software)というソフトウェア会社を設立したが、6年間で収益は100万ドルに満たなかった。ディストリビューターのビル・ベイカーが、ドレーパーに無断で、他のプログラマーを雇ってEasyWriterの後継プログラムであるEasywriter IIを製作した。ドレーパーは訴訟を起こし、後に示談で解決された。

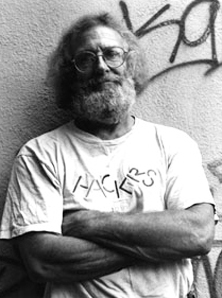
オーストラリア・キャンベラにて（1995年）

#### オートデスク社ほか
ドレーパーは1986年にオートデスク社に入社し、共同創業者のジョン・ウォーカーから直接依頼されてビデオドライバの設計を行った。1987年、ドレーパーは、ベイエリア高速交通鉄道の乗車券を偽造しようとした罪で起訴された。1988年には、より軽い軽犯罪容疑で訴追され、ディバージョン・プログラムを受けた。起訴されている間もオートデスク社に籍は残っていたが、これ以降、オートデスク社で働くことはなかった。オートデスク社は1989年にドレーパーを解雇した。
1999年から2004年までドレーパーは、コンピュータセキュリティ会社・ShopIP社の最高技術責任者(CTO)の職に就いていた。この会社で彼は、OpenBSDで動作するファイアウォールデバイスであるCrunchbox GEを設計した。ウォズニアックからの推薦や、メディアでの宣伝にもかかわらず、この製品は商業的な成功を収めることができなかった。
2007年には、メディア配信ツールを開発するソフトウェア会社・En2goのCTOに就任した。同社はそれまでMedusa Style Corp.という名前だった。ドレーパーの同社への関与がいつ終了したのかは不明だが、米国証券取引委員会への提出書類には、2009年夏に同社の役員数名（ウォズニアックを含む）が辞任したことが記録されている。En2Go社が商業的な成功を収めることはなかった。

### 不適切な性的行為の疑惑
2017年、少なくとも4つのハッキングとセキュリティ関連のカンファレンス（DEF CON、HOPE、ToorConなど）の主催者は、他の参加者への不適切な性的行為に関する疑惑を受けて、ドレーパーの出席を禁止したと述べた。この疑惑については、BuzzFeed Newsが2つの記事で報じている。
ドレーパーに対する更なる疑惑が、ニュースサイト『パララックス』による報告で浮上した。その記事によれば、ペンシルバニア大学の計算機科学の教授のマット・ブレイズは、1970年代、ブレイズが10代、ドレーパーが30代の頃に、ドレーパーからストーカー行為を受けたと主張している。
ドレーパーは、デイリー・ドットのインタビューで疑惑のいくつかを否定したが、疑惑の全てに直接言及しなかった。彼は、明示的な性的意図を否定し、それは、自身が提唱者であると主張している代替医療のアプライドキネシオロジーの技術を採用した「エネルギーワークアウト」であると説明した。ドレーパーは、相手の脚や腕の筋肉のマッサージをしているときに勃起していたかもしれないと認めた。
作家のクレイグ・ウィルソン・フレイザーは、ドレーパーとのワークアウトについて次のように書いている。「私が初めてそれを試したとき、麻薬によって激しくなった私の被害妄想は、それが何かの方法で性的なものになるのではないかと、天井知らずに上昇したが、もちろん、そのような性質のものは何も起こらなかった。」

## 大衆文化において
アーネスト・クラインの小説『ゲームウォーズ』（映画『レディ・プレイヤー1』の原作）では、ドレーパーの「キャプテン・クランチ」という別名、それと同じ名前の朝食用シリアル、および笛が、イースターエッグ・ハントの鍵の1つを開ける手がかりとなっている。
1999年のテレビドラマ『バトル・オブ・シリコンバレー』では、俳優のウェイン・ペレがドレーパーを演じた。
2001年に制作されたドキュメンタリー映画『The Secret History of Hacking』（ハッカーの秘史）は、ドレーパーが主演を務め、ウォズニアックやケビン・ミトニックなども出演している。